# Trzęsienie ziemi w Mjanmie (2011)
Trzęsienie ziemi w prowincji Mjanmie w 2011 roku – trzęsienie ziemi o magnitudzie 6,8 stopnia w skali Richtera, które nawiedziło Mjanmę 24 marca 2011 r. o godzinie 20:25:23 czasu miejscowego, z epicentrum na wschodzie stanu Szan i hipocentrum na głębokości 10 km. Były trzy wstrząsy wtórne: pierwszy o magnitudzie 4,8, drugi 5,4, a trzeci 5,0.

## Trzęsienie
Do trzęsienia doszło w górzystym regionie na pograniczu Mjanmy, Tajlandii i Laosu. Wstrząsy te były odczuwalne na Półwyspie Indochińskim oraz w Chinach.
Birmańskie radio podało, że w kraju zniszczone zostały co najmniej 244 domy, 14 klasztorów buddyjskich i dziewięć budynków rządowych.